# Martine Liouche
Martine Liouche (4 luglio 1958) è un'ex sciatrice alpina francese.

## Biografia
Sciatrice polivalente originaria di Gap, Martine Liouche ottenne il primo risultato di rilievo in Coppa del Mondo il 25 gennaio 1978 a Berchtesgaden in slalom speciale (10ª) e ai successivi Mondiali di Garmisch-Partenkirchen 1978 si classificò 13ª nello slalom speciale e 7ª nella combinata; l'ultimo piazzamento della sua attività agonistica fu il 7º posto ottenuto nella combinata di Coppa del Mondo disputata a Pfronten il 3-4 febbraio 1979, suo miglior risultato nel circuito. Non prese parte a rassegne olimpiche.

## Palmarès

### Coppa del Mondo
- Miglior piazzamento in classifica generale: 41ª nel 1978